# Bataille de Koufra (2012)
Cet article concerne la guerre civile libyenne. Pour la bataille se déroulant durant la Seconde Guerre mondiale, voir Bataille de Koufra.
Guerre civile libyenne
La bataille de Koufra se déroule du 10 au 15 février 2012 après la première guerre civile libyenne.

## Contexte
Après la chute de Kadhafi, les Toubous, qui ont activement participé à la première guerre civile libyenne, se retrouvent aux postes clés dans le sud de la Libye. Les représentants de Koufra au Conseil national de transition sont Toubous. La ville de Koufra est peuplée de 40 000 habitants, dont une moitié de Toubous. Ces derniers tiennent les barrières à la sortie de la ville. La tribu arabe des Zwaï contrôle quant à elle le camp militaire, avec des blindés et un dépôt d'armes
Pour le géographe français Olivier Pliez : « Pendant des décennies, Kadhafi avait mis en avant l’arabité des populations. Il avait exclu les Toubous du bénéfice de la rente pétrolière et ne leur avait laissé qu’une partie du commerce transsaharien ». Selon le chercheur tchadien Ahmat Saleh Bodoumi : « Pour la première fois, les Toubous échappent à leur condition d’ouvriers agricoles ou de domestiques des Zwaï. Ils se mettent à convoiter des terres. Et ils espèrent sortir des misérables paillotes où ils s’entassent, à la périphérie de Koufra, dans les quartiers de Garatoubou et Goudourohoi. Ils rêvent de bâtir de vraies maisons, comme les Zwaï. ».

## Déroulement
Un premier incident a lieu en novembre 2011, lorsque plusieurs Toubous sont tués à une barrière à l'entrée de la ville. Les combats éclatent le 10 février 2012. Les Zwaï font sortir leurs blindés du camp militaire et pilonnent les quartiers toubous. Les Toubous contre-attaquent pendant la nuit, divisés en petits groupes mobiles. Les Zwaï tiennent également les châteaux d'eau et coupent l'alimentation des quartiers adverses. Il ne reste alors plus aux Toubous que l'eau des puits. Épuisés, les deux camps cessent les combats au bout de cinq jours. Pendant cette période, les affrontements ont fait plus 100 morts.
Mais la situation demeure tendue. Le 20 avril, de nouveaux affrontements éclatent, faisant douze morts.